# Pandanus ensifolius
Pandanus ensifolius är en enhjärtbladig växtart som beskrevs av Louis Marie Aubert Du Petit-Thouars. Pandanus ensifolius ingår i släktet Pandanus och familjen Pandanaceae.
Artens utbredningsområde är Madagaskar. Inga underarter finns listade.